# Polyura meghaduta
Polyura meghaduta är en fjärilsart som beskrevs av Hans Fruhstorfer 1908. Polyura meghaduta ingår i släktet Polyura och familjen praktfjärilar. Inga underarter finns listade i Catalogue of Life.